# Jaime Castrillón
Jaime Castrillón, né le 5 avril 1983 à Puerto Nare (Colombie) est un footballeur international colombien qui joue au poste de milieu de terrain.
Castrillón marque cinq buts lors de ses vingt-neuf sélections avec l'équipe de Colombie entre 2004 et 2007. Il participe à la Copa América en 2004 et 2007 et à la Gold Cup en 2005 avec la Colombie.

## Palmarès

### En équipe nationale
- 29 sélections et cinq buts avec l'équipe de Colombie entre 2004 et 2007.
- Quatrième de la Copa América 2004.
- Demi-finaliste de la Gold Cup 2005.
- Premier tour de la Copa América 2007.

### Avec l'Independiente Medellín
- Vainqueur du Championnat de Colombie de football en 2002 (Clôture) et 2004 (Ouverture).